# 斯泰波瓦-诺沃塞利夫卡
49°39′24″N 37°51′50″E / 49.65667°N 37.86389°E
斯泰波瓦-诺沃塞利夫卡（烏克蘭語：Степова Новоселівка）是位於烏克蘭東部的村莊，由哈爾科夫州庫皮揚斯克區的彼得羅巴甫利夫卡市鎮負責管轄。該村始建於1890年，面積0.44平方公里，海拔高度149米，2001年人口30，人口密度每平方公里67.6人。